# Лисянски (полуостров)
Полуостров Лися̀нски (на руски: Лисянского полуостров) е полуостров на северното крайбрежие на Охотско море, в крайната североизточна част на Хабаровски край на Русия. Разделя Евринейската губа на запад от залива Ушки на изток. Площ около 625 km2. Вдава се на около 30 km на юг в Охотско море, ширина до 24 km. Максимална височина връх Хадача 1211 m. Изграден е основно от гранити. Бреговете му са високи, на места скалисти. Обрасъл е с кедров клек и планинска тундра.
Полуостров Лисянски е открит през 1648 г. от руския първопроходец Алексей Филипов, а много по-късно е наименуван в чест на първия руски околосветски мореплавател Юрий Лисянски.